# Francisco Cossio
Pour les articles homonymes, voir Cossio.
Francisco Gutiérrez Cossio, dit Pancho, né le 20 octobre 1894 à San Diego de los Baños (Cuba) et mort le 16 janvier 1970 à Alicante (Espagne), est un peintre espagnol. 

## Biographie
Né à Cuba de parents espagnols, Francisco Cossio se fait connaître à Santander puis s'installe à Madrid où il devient l'élève de Cecilio Pla, il expose une Nature morte au Salon des Tuileries de 1929.